# Joseph-Eugène-Bruno Guigues
Joseph-Eugène-Bruno Guigues (ur. 26 sierpnia 1805 w Gap, zm. 8 lutego 1874 w Ottawie) – francuski duchowny katolicki posługujący na terenach obecnej Kanady, misjonarz, oblat, biskup diecezjalny Bytown w latach 1847–1874, po przemianowaniu nazwy diecezji w 1860: biskup diecezjalny Ottawy.

## Życiorys
Święcenia kapłańskie otrzymał 13 maja 1828.

## Episkopat
9 lipca 1847 papież Leon XIII mianował go biskupem diecezjalnym Bytown. Sakry biskupiej udzielił mu 30 lipca 1848 biskup Rémi Gaulin. 14 czerwca 1860 roku po zmianie nazwy diecezji na diecezję Ottawy, został pierwszym jej ordynariuszem. Brał udział w Soborze Watykańskim I. Funkcję biskupa diecezjalnego sprawował do swojej śmierci 8 lutego 1874 roku.